# Pilar Soler i Miquel
Pilar Soler i Miquel (Bunyol, Foia de Bunyol, 1914 - València, 2006) fou una socialista i feminista valenciana.
De mare soltera i del periodista i diputat blasquista Fèlix Azzati i Descalci. Pilar, des de la seva joventut es va implicar en la política, va ingressar en el Partit Comunista i va ser una de les fundadores a València, al costat de Manuela Ballester Vilaseca i Agustina Sánchez, de l'Agrupació Dones Antifeixistes. Va defensar la Segona República amb una activitat frenètica durant els anys de la guerra. Va ser detinguda a València al costat de la seva mare Ángeles Soler Miquel, al maig de 1939. Va passar per la Presó Provincial de Dones de València i per la Presó Convent de Santa Clara. Va donar a llum en la presó la seva filla en unes condicions infrahumanes. El 1944 va sortir de presó i es va reintegrar en la resistència, però fou detinguda novament i brutalment torturada en l'interrogatori. Va aconseguir passar a la clandestinitat i a Madrid formava part de l'estructura del Partit Comunista en l'interior. Buscada per la policia, es va exiliar a França on va romandre prop de trenta anys amb una identitat falsa. Va tornar a València el 1971 on va contactar amb el PCE. A mitjans els anys setanta militava activament en el Moviment Democràtic de Dones valencià. El 1979 formava part del Comitè Central del Partit Comunista del País Valencià. Va morir al juny de 2006.